# Třebíčská kotlina
Třebíčská kotlina je geomorfologický okrsek v severovýchodní části Jaroměřické kotliny, ležící v okrese Třebíč v kraji Vysočina.

## Poloha a sídla
Okrsek se rozkládá zhruba v prostoru mezi sídly Slavice (na jihu), Sokolí (na západě), Přeckov (na severu), Nárameč (na severovýchodě), Vladislav (na východě) a Slavičky (na jihovýchodě). Zcela uvnitř okrsku leží město Třebíč.

## Charakter území
Sníženina s kupovitým povrchem v horninách třebíčsko-meziříčského masivu s četnými tvary zvětrávání a odnosu žuly (ruwary, žokovité balvany, skalní mísy apod.). Na severu a jihu je omezována mírnými svahy s pedimenty. Žokovité zvětrávání třebíčského plutonu je příkladně vidět na území přírodní památky Syenitové skály u Pocoucova. Hluboké neckové a přímočaré údolí Jihlavy mezi Třebíčí a obcí Vladislav je kontrolováno zlomem směru západ-východ. Severně od údolí Jihlavy je pravoúhlá říční síť vázána na tektonické prvky masivu, některé pravostranné přítoky Jihlavy (zejména směru jihozápad-severovýchod) mají hluboká údolí s peřejemi. Ostrůvky neogenních usazenin, jižně od města Třebíč moldavitové (vltavínové) štěrky. Kotlina je středně zalesněná převážně borovými a smrkovými porosty s dubem, převládají pole a kulturní louky, zbytky lad s teplomilnou vegetací.

## Geomorfologie
Okrsek Třebíčská kotlina (dle značení Jaromíra Demka IIC-7C-2) náleží do celku Jevišovická pahorkatina a podcelku Jaroměřická kotlina.
Kotlina sousedí s jedním okrskem Brtnické vrchoviny (Čechtínská vrchovina na severozápadě), se dvěma okrsky Bítešské vrchoviny (Velkomeziříčská pahorkatina na severovýchodě a Pyšelský hřbet na východě), se dvěma okrsky Znojemské pahorkatiny (Náměšťská sníženina a Hartvíkovická vrchovina na jihovýchodě) a s jedním okrskem Jaroměřické kotliny (Stařečská pahorkatina na jihozápadě).

## Významné vrcholy
Nejvyšším vrcholem Třebíčské kotliny kotliny jsou Kopaniny (520,6 m n. m.).
- Kopaniny (521 m n. m.)
- Ostrá hora (496 m n. m.)
- Pančalov (485 m n. m.)
- Beranovský kopec (463 m n. m.)
- Stříbrný kopec (460 m n. m.)